# کارنوسیک اسید
کارنوسیک اسید (به انگلیسی: Carnosic acid) با فرمول شیمیایی C20H28O4 یک ترکیب شیمیایی با شناسه پاب‌کم 25000 است. که جرم مولی آن ۳۳۲٫۴۲ گرم بر مول می‌باشد. 